# 박이양
박이양(朴彛陽, 1858년 음력 8월 4일 ~ 1925년 양력 1월 14일)은 대한제국의 관료로 일제강점기에는 조선총독부 중추원 참의를 지냈다. 본관은 반남이다.

## 가족관계
- 증조부 : 박종구(朴宗球)
  - 조부 : 박용수(朴容壽)
    - 부 : 박제순(朴齊恂)

## 생애
한성부의 소론 가문 출신으로 본관은 반남이며, 동생도 중추원 참의를 역임한 박희양이다.
1880년 과거에 급제한 뒤 1895년 내각 참서관을 지내는 등 중앙 관료로 근무하다가, 1905년 평안남도 룡강군 군수로 부임한 것을 시작으로 황해도 안악군 군수, 황해도 관찰사, 황해도재판소 판사, 황해도 세무감 등을 차례로 거쳤다.
1908년 친일 성향의 고위 관료들이 결성한 유림 단체인 대동학회의 평의원이 되었고, 이 단체의 경리부장을 지냈으며 일본유람단의 일원으로 일본에 다녀오기도 하였다. 한일 병합 조약이 체결된 이듬해인 1911년 조선총독부 취조국 위원에 임명되었고, 조선어사서 편찬위원으로도 근무했다. 1920년 역시 유학 계열의 친일 단체인 대동사문회에 이사 및 편찬위원이 참가하였다.
1921년 중추원 개편 때 주임대우 참의와 조선총독부 산하 구관급제도위원회 위원에 임명되었고, 참의 임기 중인 1925년 사망했다.
2002년 발표된 친일파 708인 명단과 2008년 공개된 민족문제연구소의 친일인명사전 수록예정자 명단에 모두 수록되었고, 2007년 대한민국 친일반민족행위진상규명위원회가 발표한 친일반민족행위 195인 명단에도 포함되었다.

## 같이 보기
- 대동학회
- 대동사문회
- 조선총독부 중추원

## 참고자료
- 친일반민족행위진상규명위원회 (2007년 12월). 〈박이양〉 (PDF). 《2007년도 조사보고서 II - 친일반민족행위결정이유서》. 서울. 625~630쪽쪽. 발간등록번호 11-1560010-0000002-10. [깨진 링크(과거 내용 찾기)]
- 박이양(朴彛陽) - 한국학중앙연구원